# Stegodyphus mirandus
Espèce
Stegodyphus mirandus est une espèce d'araignées aranéomorphes de la famille des Eresidae.

## Distribution
Cette espèce se rencontre en Inde et au Pakistan.

## Description
Le mâle mesure 12 mm et la femelle 20 mm.
Les mâles mesurent de 11,9 à 13,5 mm et les femelles de 12,5 à 23,0 mm.

## Systématique et taxinomie
Cette espèce a été décrite par Pocock en 1899.

## Publication originale
- Pocock, 1899 : « Diagnoses of some new Indian Arachnida. » Journal of the Bombay Natural History Society, vol. 12, p. 744-753 (texte intégral).